# إيمي جاكسون
إيمي لويز جاكسون (بالإنجليزية: Amy Luis Jackson)‏ (ولدت في 31 يناير 1992)، هي ممثلة وعارضة أزياء بريطانية وكان أول ظهور لها في السينما الهندية وخصوصا الأفلام التاميلية التي اعتبرتها مقامها الأول، بعد التخرج من الجامعة بدأت مسيرتها في عالم الأضواء في سن 16 عاما، إذ حازت لقب ملكة جمال ضمن صنف المراهقات سنة 2009، وتنافست أيضا على لقب ملكة جمال ليفربول سنة 2010، وكانت أول شخصية سينمائية تكتشف موهبة إيمي هو المخرج فيجاي، وقد عرض على إيمي دور البطولة في إحدى أفلامه في عام 2010. ومع مواصلة السعي لمهنتها كعارضة أزياء في المملكة المتحدة، واصلت جاكسون العمل في الهند، وتلقت دور البطولة في الفيلم الهندي إيك ديوانا ثا وكان أول فيلم بوليوودي لها، في حين أن 2012 شهد إطلاق أول فيلم لها في سينما التيلجو Yevadu. ثم أخذت دور البطولة في الفيلم الرومانسي شانكار والذي يعتبر أغلى فيلم ضمن قائمتها.

## بداياتها
ولدت جاكسون في جزيرة آيل أوف مان لأبوين إنجليزيين، آلان جاكسون ومارجريتا جاكسون، ولديها أخت أليسيا جاكسون، والدها يعمل كمنتج لراديو بي بي سي ميرسيسايد.
حصلت إيمي على عشر شهادات في الثانوية العامة، وبعد ذلك ذهبت إلى الصف السادس لدراسة اللغة الإنجليزية والأدب الإنجليزي، والفلسفة والأخلاق. وبعد الفوز بلقب ملكة جمال مراهقات ليفربول وملكة جمال مراهقات بريطانيا العظمى، حصلت على لقب ملكة جمال مراهقات العالم في عام 2009. وفازت بثمانية عشر جائزة، والتي تضمنت عقد الاندماج في الولايات المتحدة على (50,000 $) للمنح الدراسية، وفازت بلقب ملكة جمال ليفربول في عام 2010. وشاركت في مسابقة ملكة جمال إنجلترا المنافسة في عام 2010 لكنها خسرت اللقب وتركته لجيسيكا لينلي في النهائيات.

## أفلامها
| السنة | الفيلم           | الدور                       | اللغة     | ملاحظات                                                      |
| ----- | ---------------- | --------------------------- | --------- | ------------------------------------------------------------ |
| 2010  | Madrasapattinam  | Amy Wilkinson (Duraiyammal) | Tamil     | Nominated—Vijay Award for Best Debut Actress                 |
| 2012  | Ekk Deewana Tha  | Jessie Thekekuttu           | لغة هندية |                                                              |
| 2012  | Thaandavam       | Sarah Vinayagam             | Tamil     | Nominated—Filmfare Award for Best Supporting Actress - Tamil |
| 2014  | Yevadu           | Shruthi                     | Telugu    |                                                              |
| 2015  | I                | Diya                        | Tamil     |                                                              |
| 2015  | سينغ إزالة بلينغ | سارة                        | Hindi     | 2015 theri near completion                                   |
| 2017  | 2.0              | تاميل، تيلوغو، هندي         | فيلم قادم |                                                              |
| 2017  | ذا فيلين         |                             | كانادا    | جاري التصوير                                                 |